# Ervy-le-Châtel
Ervy-le-Châtel è un comune francese di 1 243 abitanti situato nel dipartimento dell'Aube nella regione del Grand Est.

## Società

### Evoluzione demografica
Abitanti censiti